# Phoenix Suns 2012-2013
La stagione 2012-13 dei Phoenix Suns fu la 45ª nella NBA per la franchigia.
I Phoenix Suns arrivarono quinti nella Pacific Division della Western Conference con un record di 25-57, non qualificandosi per i play-off.

## Roster
| N° | Naz.                   | Ruolo | Sportivo          | Anno | Alt. | Peso |
| -- | ---------------------- | ----- | ----------------- | ---- | ---- | ---- |
| 0  | Stati Uniti (bandiera) | A     | Michael Beasley   | 1989 | 206  | 107  |
| 1  | Slovenia (bandiera)    | G     | Goran Dragić      | 1986 | 193  | 82   |
| 2  | Stati Uniti (bandiera) | A     | Wesley Johnson    | 1987 | 201  | 93   |
| 3  | Stati Uniti (bandiera) | A     | Jared Dudley      | 1985 | 201  | 102  |
| 4  | Polonia (bandiera)     | AC    | Marcin Gortat     | 1984 | 211  | 109  |
| 10 | Stati Uniti (bandiera) | G     | Diante Garrett    | 1988 | 193  | 86   |
| 11 | Stati Uniti (bandiera) | A     | Markieff Morris   | 1989 | 208  | 111  |
| 12 | Stati Uniti (bandiera) | G     | Kendall Marshall  | 1991 | 193  | 88   |
| 14 | Argentina (bandiera)   | A     | Luis Scola        | 1980 | 206  | 111  |
| 15 | Stati Uniti (bandiera) | A     | Marcus Morris     | 1989 | 206  | 107  |
| 17 | Stati Uniti (bandiera) | G     | P.J. Tucker       | 1985 | 196  | 102  |
| 20 | Stati Uniti (bandiera) | C     | Jermaine O'Neal   | 1978 | 211  | 102  |
| 26 | Stati Uniti (bandiera) | G     | Shannon Brown     | 1985 | 193  | 93   |
| 31 | Stati Uniti (bandiera) | G     | Sebastian Telfair | 1985 | 183  | 75   |
| 40 | Stati Uniti (bandiera) | C     | Luke Zeller       | 1987 | 211  | 111  |
| 98 | Iran (bandiera)        | C     | Hamed Haddadi     | 1985 | 218  | 115  |

## Staff tecnico
- Allenatori: Alvin Gentry (13-28) (fino al 20 gennaio)[1], Lindsey Hunter (12-29)
- Vice-allenatori: Dan Majerle (fino al 22 gennaio), Igor Kokoškov, Elston Turner (fino al 24 gennaio), Noel Gillespie, Dan Panaggio
- Vice-allenatori per lo sviluppo dei giocatori: Ralph Sampson, Lindsey Hunter (fino al 20 gennaio), Sean Rooks
- Preparatore atletico: Aaron Nelson